# Wienerkonventionen om diplomatiske relationer
Wienerkonventionen om diplomatiske relationer er en international traktat om diplomatisk samkvem mellem stater og diplomatiske udsendtes privilegier, specielt deres immunitet. Den blev vedtaget af FN i Wien og trådte i kraft 24. april 1961. Den indebar en kodifikation af den eksisterende sædvaneretslige diplomatret.
Pr. juli 2015 havde 190 stater underskrevet traktaten.